# Acontia axendra
Acontia axendra là một loài bướm đêm trong họ Noctuidae.